# Cortinarius pistorius
Cortinarius pistorius Schäffer, 1947 è una specie di funghi appartenente al genere Cortinarius, della famiglia delle Cortinariaceae.

## Descrizione della specie
Cappello
Fino a 4–92 cm, piuttosto carnoso; inizialmente convesso, poi spianato; Di colore bruno, terra di Siena.
Lamelle
Color blu violetto, diventano di colore ruggine per via della sporata, piuttosto fitte.
Gambo
Fino a 5-8 cm, cilindrico, possiede un vistoso bulbo marginato alla base; di colore blu violetto, con bulbo sempre blu violetto.
Carne
Compatta, color viola pallido; bruno rossiccia nel cappello.
- Odore: Emana un odore ben definito e persistente di pane appena sfornato che mantiene a lungo, ma che può evolversi verso un odore di radice.
- Sapore: mite.

Spore
10-12 x 6,7 µm, fortemente verrucose, amgdaliformi.

## Habitat
Cresce nei boschi di latifoglie, prevalentemente Faggio.

## Commestibilità
Ignota.

Fa parte di quel gruppo di cortinari a carne colorata nel quale diverse specie sono velenose; in mancanza di dati tossicologici certi, si raccomanda quindi di evitare categoricamente il consumo di questa specie.

## Etimologia
Dal latino pistorius = attinente al fornaio, per via dell'odore che emana

## Sinonimi e binomi obsoleti
- Phlegmacium pistorium (Jul. Schäff.) M.M. Moser, Kleine Kryptogamenflora von Mitteleuropa - Die Blätter- und Bauchpilze (Agaricales und Gastromycetes) II: 186 (1953) [MB#302952]=Phlegmacium pistorium (Jul. Schäff.) M.M. Moser, Die Gattung Phlegmacium (Schleimköpfe). Die Pilze Mitteleuropas 4: 201 (1960) [MB#482038]